# گروهبان (فیلم ۱۳۶۹)
گروهبان فیلمی به کارگردانی و نویسندگی مسعود کیمیایی ساخته سال ۱۳۶۹ است. گروهبان شانزدهیمن فیلم کیمیایی است، که فیلنامه‌ی آن را بر اساس طرحی از کامبوزیا پرتوی نوشت و همچنین خود، تدوین و طراحی صحنه و لباس را به عهده داشته است. سیروس مقدم مدیر تولید این فیلم بوده‌است. بنیاد سینمایی فارابی دارنده حقوق جهانی این فیلم می‌باشد.
پوستر فیلم گروهبان اثر محمدعلی حدت می‌باشد. 

## خلاصه داستان
رستم، گروهبان بازنشسته‌ی ارتش، با خاتمه‌ی جنگ در وضع روحی ناراحت به زادگاهش باز می‌گردد. همسر او كه سرپرستی فرزندشان را به عهده داشته، در كارگاه تعویض روغنی برادرش به كار مشغول است. رستم تصمیم می گیرد زمینی را كه سالها پیش قولنامه كرده باز پس بگیرد، اما طرف دیگر قرارداد خواست او را اجابت نمی كند. رستم و پسر چهارده ساله‌اش به جنگل، بر سر زمین می روند و مشغول قطع درختان جنگلی می شوند. ایادی صاحب زمین او را به شدت مضروب می كنند. همسر رستم كه از این وضع به تنگ آمده قصد دارد همراه مادرش، كه از مهاجران روس است، پس از باز شدن مرز ایران و شوروی به آن سوی مرز برود. رستم با دوست نظامی بازنشسته‌ی خود به منزل مالك زمین می‌روند و پس از كشته شدن دوستش قباله‌ی زمین را باز پس می‌گیرد. او سپس به مرز می‌رود و همسرش را به خانه باز می‌گرداند. 

## بازیگران
اسامی بازیگران فیلم گروهبان به شکل و ترتیب نمایش در عنوان‌بندی پایانی فیلم :
1. احمد نجفی به نقش رستم
2. گلچهره سجادیه به نقش گل‌بخت
3. شاهد احمدلو
4. میرمحمد تجدد
5. سعید پیردوست در نقش ناصرخان
6. محمد عبداللهی
7. عباس قاجار در نقش مباشر در سرکوب منطقه
8. حسین ملکی
9. محمدولی احمدلو
10. نصرالله کبیری
11. حبیب معصومی
12. علی زندی
13. اقدس صحت بخش

## نمایش فیلم
فیلم گروهبان  برای بار نخست در نهمین دوره جشنواره بین‌المللی فیلم فجر در بهمن ماه سال ۱۳۶۹ بطور محدود به نمایش درآمد و از تاریخ ۲۲ اسفند سال ۱۳۶۹ به عنوان برنامه نوروزی سینماهای ایران در سال ۱۳۷۰ به روی پرده رفت و توانست حدود ۳۱۳هزار تماشاگر را با خود همراه کند و در جایگاه ۴۶ جدول پرمخاطب‌ترین آثار سال قرار گرفت.

## عوامل فیلم
گروه تهیه و تولید
- تهیه کنندگان: احمد نجفی، مهدی فريورمحسنی
- مدیر تولید: سيروس مقدم

گروه کارگردانی
- محمد تراب‌نیا
- سعید پیردوست

گروه فیلم‌برداری
- مدیر فیلم‌برداری: محمود کلاری
- کمک فیلمبردار: شهریار اسدی
- عکاس: حسین ملکی
- مکان فیلمبرداری: آستارا و سلمان‌شهر (متل قو)

گریم: محمدرضا قومی
گروه تدوین
- تدوین: مسعود کیمیایی
- دستیار تدوین: محمد تراب‌نیا

گروه صحنه و لباس
- طراح صحنه‌ و لباس: مسعود کیمیایی
- اجرا: مجید نیامراد

گروه صدا و موسیقی
- موسیقی متن: گیتی پاشایی
- اجرای موسیقی: S. H. RAN (هامبورگ آلمان)
- سرپرست گویندگان: خسرو خسروشاهی
- ضبط صدا: فریدون ژورک در استودیو ژورک

گروه تدارکات و امور فنی
- مدیر تدارکات: محمد‌حسن نجم
- گروه تدارکات: ابراهیم پوررضا، اسماعیل موسوی‌نژاد
- گروه فنی: عبادالله به‌افروز، نصرالله کبیری، بهزاد دورانی

گروه لابراتوار
- لابراتوار: شرکت فیلمساز

- برش نگاتيو: ناصر انصاری، اكبر كرمی
- تیتراژ و تروکاژ: اسدالله مجیدی
- تصحيح رنگ (اتالوناژ): حسن نيك‌نژاد، علی نجفی
- خطاطی: رحیم حکمت‌شعار

## جشنواره‌ها و جوایز[۷]
فیلم گروهبان فرصت حضور در بسیاری از جشنواره‌های داخلی و خارجی را داشت ولی تنها به بخش مسابقه‌ی جشنواره رتردام راه پیدا کرد:
1. شرکت در بخشهای «خارج از مسابقه» و «مرور یکسال سینمای ایران» در نهمین دوره جشنواره بین‌المللی فیلم فجر در سال ۱۳۶۹ [۸]
2. شرکت در چهل و هشتمین دوره جشنواره بین المللی فیلم ونیز در سال ۱۳۷۰ برابر با ۱۹۹۱ میلادی
3. شرکت در جشنواره بین المللی فیلم‌های ایرانی در سینما اتوپیا پاریس در سال ۱۳۷۰ برابر با ۱۹۹۱ میلادی
4. شرکت در دهمین دوره جشنواره بین المللی فیلم فجر، نمونه فیلم (آنونس) مهدی رجاییان در سال ۱۳۷۰
5. شرکت در بیست و هشتمین دوره جشنواره بین المللی فیلم شیكاگو در سال ۱۳۷۱ برابر با ۱۹۹۲ میلادی
6. شرکت در یازدهمین دوره جشنواره بین المللی فیلم فجر در سال ۱۳۷۱ برای پوستر فیلم برای منوچهر عبدالله‌زاده*
7. انتخاب رسمی برای نمایش در بیست و یکمین دوره جشنواره بین المللی فیلم رتردام در سال ۱۹۹۲ (بهمن ۱۳۷۰)[۲]
8. شرکت در جشنواره هفته فیلم جمهوری اسلامی در وین در سال ۱۳۷۶
9. نمایش در بیست و دومین جشنواره سه قاره فیلم نانت فرانسه در بخش ادای احترام به محمود کلاری در سال ۲۰۰۰ میلادی [۹] (آذر ۱۳۷۹)

* با آنکه به وضوح امضای محمدعلی حدت در سمت چپ پوستر فیلم گروهبان دیده می‌شود، مشخص نیست چرا نام منوچهر عبدالله زاده در این فهرست وجوددارد.